# Mafube
Mafube es un municipio local sudafricano situado en el distrito de Fezile Dabi, en la provincia de Estado Libre.

## Superficie
Mafube tiene una superficie de 3977 km².

## Demografía
En 2022, tenía 61 150 habitantes, una densidad poblacional de 15,38 hab./km², y 16 896 viviendas.